# Fadrique de Toledo Osório
Fradique de Toledo Osório ou Fadrique Álvarez de Toledo y Mendoza, 1º Marquês de Valdueza (Nápoles, 30 de maio de 1580 – Madrid, 11 de dezembro de 1634), foi um nobre e almirante espanhol. Foi Cavaleiro da Ordem de Santiago e Capitão-General da Marinha Espanhola aos 37 anos.

## Vida
Ele nasceu em Nápoles como filho de Pedro de Toledo Osorio, 5º Marquês de Villafranca, então comandante em chefe do Exército Espanhol no Reino de Nápoles, e de Dona Elvira de Mendoza.
Serviu na frota espanhola sob o comando de seu pai e subiu rapidamente na hierarquia, assim como seu irmão mais velho García de Toledo Osorio, 6º Marquês de Villafranca. Em 1617, ele se tornou capitão-geral da Marinha do Mar Oceano, substituindo o falecido almirante Luis Fajardo.
Ele obteve várias vitórias contra os holandeses, em 1621 perto de Gibraltar e em 1623 no Canal da Mancha, bloqueando a costa holandesa. No mesmo ano, ele derrotou uma incursão moura perto de Gibraltar.
Em 1625 foi nomeado General de Portugal (na então união ibérica com a Espanha) e Capitão Geral do Exército do Brasil. Ele partiu para o Brasil à frente de uma frota composta por 34 navios espanhóis, 22 navios portugueses e 12 566 homens (três quartos eram espanhóis e o resto portugueses). Lá, ele reconquistou a estrategicamente importante cidade de Salvador da Bahia dos holandeses em 30 de abril de 1625.
Esta vitória seria decisivamente importante na Guerra Luso-Holandesa para expulsar os holandeses do Brasil nas próximas duas décadas.
Em 1629, ele comandou uma expedição espanhola que expulsou os colonizadores ingleses e franceses das ilhas de Saint Kitts e Nevis. 
Por todas as suas vitórias, ele recebeu o título de Marquês de Villanueva de Valdueza em 17 de janeiro de 1624.

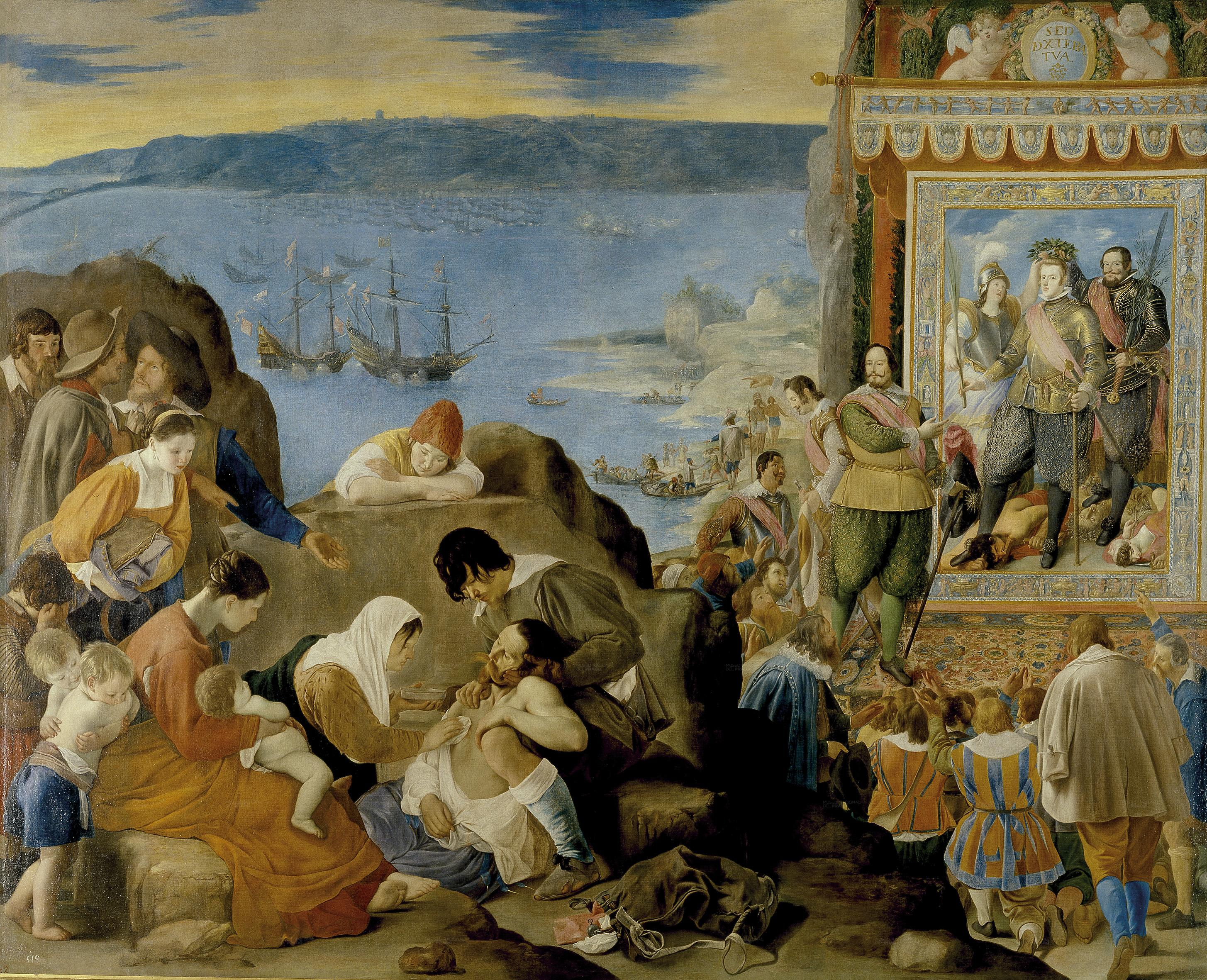
A recuperação de 1 de maio de 1625 da cidade portuguesa de Salvador da Bahia pelas tropas espanholas e portuguesas comandadas pelo Capitão Geral da Frota Fadrique II de Toledo Osorio y Mendoza, uma pintura de Frei Juan Bautista Maíno para o Rei Filipe IV da Espanha ou Filipe III de Portugal. Museu do Prado, Madrid, Espanha. Don Fadrique II é o grande nobre "en bonpoint" que o apresenta ao rei Filipe IV e ao primeiro-ministro Gaspar de Guzmán, conde-duque de Olivares.

## Casamento e filhos
Don Fadrique casou-se em Madrid, em 12 de agosto de 1627, com sua prima Doña Elvira Ponce de León, filha de Don Luis Ponce de León, VI Marqués de Zahara e Doña Victoria Álvarez de Toledo.
Eles tiveram três filhos:
- Dona Elvira de Toledo, casou-se com Dom Juan Gaspar Enríquez de Cabrera, 6º Duque de Medina de Rioseco;
- Dona Victoria de Toledo, casou-se com seu primo Dom Francisco Ponce de León, 5º Duque de Arcos;
- Don Fadrique Álvarez de Toledo Ponce de León, 2º Marquês de Valdueza, 7º Marquês de Villafranca e Grande de Espanha.

Don Fadrique também teve dois filhos ilegítimos:
- Pedro Álvarez de Toledo, Abade do Real Mosteiro de Alcalá la Real, Jaén;
- Íñigo de Toledo, que se casou com Leonor de Velasco, XI Condessa de Siruela.